# Roxbury (Connecticut)
Pour les articles homonymes, voir Roxbury.
Roxbury est une ville située dans le comté de Litchfield, dans l'État du Connecticut, aux États-Unis. Lors du recensement de 2010, Roxbury avait une population totale de 2 262 habitants.

## Géographie
Selon le Bureau du recensement des États-Unis, la superficie de la municipalité est de 26,36 milles carrés (68,27 km2), dont 26,30 milles carrés (68,12 km2) de terres et 0,06 milles carrés (0,16 km2) de plans d'eau (soit 0,23 %).

## Histoire
Roxbury devient une municipalité en 1796. Son territoire était appelé Shepaug (« la rivière rocheuse ») par les amérindiens. Son nom actuel provient des rochers de la région (par le biais du toponyme Rocksbury) ou de Roxbury dans le Massachusetts.

## Démographie
D'après le recensement de 2010, il y avait 2 136 habitants, 848 ménages, et 620 familles dans la ville. La densité de population était de 31,4 hab/km2. Il y avait 1 018 maisons avec une densité de 15,0 maisons/km2. La décomposition ethnique de la population était : 97,24 % blancs ; 0,23 % noirs ; 0,19 % amérindiens ; 0,94 % asiatiques ; 0,00 % natifs des îles du Pacifique ; 0,66 % des autres races ; 0,75 % de deux ou plus races. 1,31 % de la population était hispanique ou Latino de n'importe quelle race.
Il y avait 848 ménages, dont 29,2 % avaient des enfants de moins de 18 ans, 66,5 % étaient des couples mariés, 4,2 % avaient une femme qui était parent isolé, et 26,8 % étaient des ménages non-familiaux. 20,3 % des ménages étaient constitués de personnes seules et 7,1 % de personnes seules de 65 ans ou plus. Le ménage moyen comportait 2,52 personnes et la famille moyenne avait 2,95 personnes.
Dans la ville la pyramide des âges était 22,8 % en dessous de 18 ans, 3,7 % de 18 à 24, 25,5 % de 25 à 44, 34,3 % de 45 à 64, et 13,8 % qui avaient 65 ans ou plus. L'âge médian était 44 ans. Pour 100 femmes, il y avait 104,0 hommes. Pour 100 femmes de 18 ans ou plus, il y avait 102,0 hommes.
Le revenu médian par ménage de la ville était 87 794 dollars US, et le revenu médian par famille était 97 $ 672. Les hommes avaient un revenu médian de 61 $ 477 contre 45 $ 417 pour les femmes. Le revenu par habitant de la ville était 56 $ 769. 3,9 % des habitants et 3,0 % des familles vivaient sous le seuil de pauvreté. 4,1 % des personnes de moins de 18 ans et 6,3 % des personnes de plus de 65 ans vivaient sous le seuil de pauvreté.
| 1830  | 1840 | 1850  | 1860 | 1870 | 1880 |
| ----- | ---- | ----- | ---- | ---- | ---- |
| 1 122 | 971  | 1 114 | 992  | 919  | 950  |

| 1890 | 1900  | 1910 | 1920 | 1930 | 1940 |
| ---- | ----- | ---- | ---- | ---- | ---- |
| 936  | 1 087 | 837  | 647  | 553  | 660  |

| 1950 | 1960 | 1970  | 1980  | 1990  | 2000  |
| ---- | ---- | ----- | ----- | ----- | ----- |
| 740  | 912  | 1 238 | 1 468 | 1 825 | 2 136 |

| 2010  | - | - | - | - | - |
| ----- | - | - | - | - | - |
| 2 262 | - | - | - | - | - |